# Vecsey család (vecsei)
A vecsei, böröllői és izsákfai nemes és báró Vecsey család egy 15. századból eredő magyar nemesi, majd főnemesi család.

## Története
Már Mátyás király uralkodása idején a veszprémi Vecse községben volt birtokos a család. Szintén Mátyás király adományozta a Pápa melletti Böröllő nevű pusztát. Ez ellen a Börölley család tiltakozott, aminek egy hosszú pereskedés lett az eredménye. A három évig zajló per végül a Vecseyek javára dőlt el, így hivatalosan a Börölleyek odaajándékozták böröllői birtokaik egy részét. Később valószínűleg a Börölley fiúk és a Vecsey lányok között több házasság is köttetett a két család viszonyának javítása miatt. A családtagok a török hódoltság idején Győr vármegye területére költöztek. Mivel 1594-ben a győri vár tartozékainak keleti része szintén török kézre jutott, a Vecseyek a vasi Izsákfán kapott nemesi birtokot. Vecsey János 1686-ban Budavár ostrománál vitézkedett, ott később vármegyei esküdt is lett. Később több vármegyébe is elszármaztak, így például Hevesben is előfordult a Vecsey név a nemesek között. A bárói címet József Alajos altábornagy kapta 1879. augusztus 27-én, miután megkapta a Mária Terézia-rendet is. A család másik nevezetes tagja a budapesti születésű Ferenc, aki hegedűművészként világhírre tett szert.
A családi hagyomány szerint a (somló)vecsei származású família címere eredetileg a vörös pajzson ágaskodó, kardot tartó arany oroszlán volt. Amikor Mátyás király 1476-ban Böröllőn (ma Pápa része) birtokot adományozott a családnak, akkor került a hasított pajzs (heraldikai) bal oldalára az oroszlán, a jobb oldalra pedig a kék alapon lebegő ezüst liliom. 1594-ben a Vas megyei Izsákfalván (ma Izsákfa, Celldömölk város része) is szereztek birtokot és akkor alakult ki a képen látható négyelt címerpajzs, ami kiegészült az arany alapon látható nyolcágú kék csillaggal. (Turul 1889. 86. – Bár a családi hagyomány nem biztos, hogy teljesen reális, de a történet mindenesetre érdekes a címerrészek eredetéről/magyarázatáról.)[forrás?]
Báró Vecsey József Alajos altábornagy 1879-es bárói címere megegyezik a család nemesi címerével, melyet bárói koronával és oroszlán pajzstartókkal egészítettek ki.

## Címerleírás
Négyelt pajzs: 1. kék mezőben ezüst liliom; 2. és 3. vörös mezőben ágaskodó arany oroszlán, fölemelt jobbjában arany markolatu kivont kardot tart; 4. arany mezőben nyolcágú kék csillag. Sisakdísz: ezüst-kékkel és arany-vörössel vágott sasszárnyak között jobbra néző ezüst egyszarvú. Takarók: vörös-arany, kék-ezüst.
A most leírt címer a hagyomány szerint következő változásokon ment át: Mátyás király idejében, minthogy csak Vecsén volt a családnak birtoka, a címer osztatlan pajzson csupán csak oroszlán alakját mutatta a villogó karddal; 1480-ban a böröllői birtok megszerzése után a címer pajzsa a fehér liliomot tüntetve fel; Győrnek 1594. évben török uralom alá való helyezése után a család a törökmentes Vasvármegyében az izsákfai birtokot is megszerezvén, a címer pajzsa ekkor osztatott a most viselt négy részre úgy, hogy az alsó bal negyedbe a kék csillag vétetett fel. A bárói címer a nemesitől csak abban különbözik, hogy az egész címert (foszlányok helyett) két oroszlán tartja.

## Neves családtagok
- Vecsey Tivadar (1851-1890) festő
- Vecsey Ferenc Frenki (1893-1935) hegedűművész

## Lásd még
- Vecsey család (somló-aljai)